# Hinata shoyo
Haikyuu es una serie de anime y manga que sigue la historia de Shoyo Hinata, un joven apasionado por el voleibol, quien, a pesar de su baja estatura, sueña con convertirse en un gran jugador, inspirado por el "Pequeño Gigante". Después de una derrota aplastante en la secundaria contra Tobio Kageyama, su rival, Hinata decide unirse al club de voleibol de la preparatoria Karasuno. Para su sorpresa, descubre que Kageyama también es estudiante de Karasuno y ahora es su compañero de equipo. Juntos, y con la ayuda de sus compañeros, Hinata y Kageyama trabajan para mejorar sus habilidades y llevar al equipo de Karasuno a la cima.